# ایگوانای اوتیلا
ایگوانای اوتیلا (نام علمی: Ctenosaura bakeri) نام یک گونه از تیره ایگوآنایان است. این یک گونه در معرض انقراض است که بوم‌زاد جزیره اوتیلا، در استان ایسلاس دلا باهیا واقع در کشور هندوراس می‌باشد. نرهای این گونه بیش از ۷۶ سانتی‌متر رشد می‌کنند. ماده کوچکتر از نرها هستند طول ماده‌ها نیز حدود ۵۶ سانتی‌متر است.